# Camera control unit

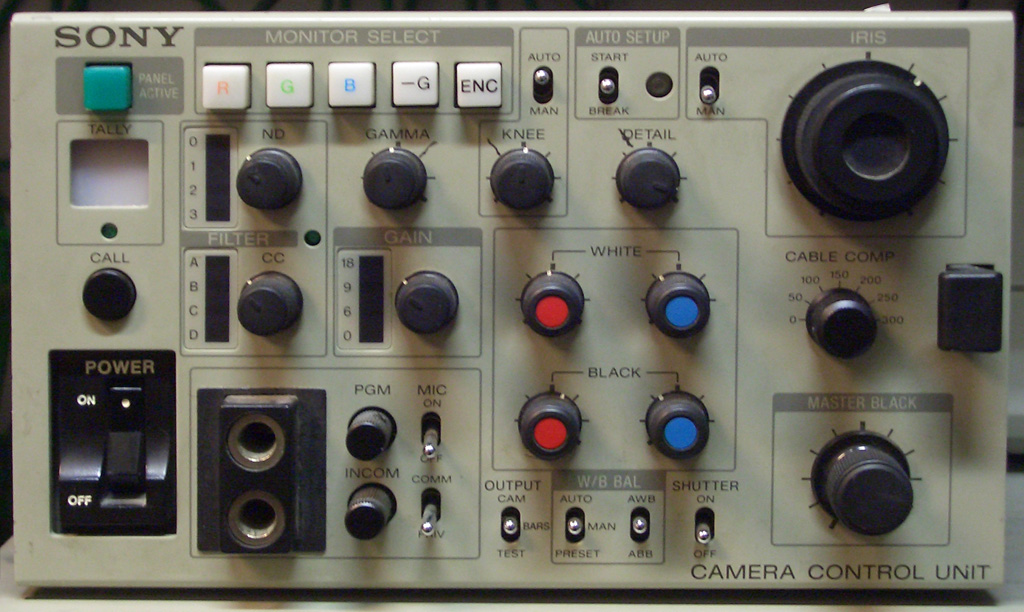
Una CCU della Sony. Un buon numero di controlli è accessibile dalla CCU stessa.

La camera control unit o CCU costituisce la parte circuitale di molte telecamere professionali e di classe broadcast, e permette il transito di segnali e il controllo remoto di gran parte delle funzioni della telecamera. In un ambiente di produzione, una postazione apposita detta controllo camere supervisiona tutte le telecamere impiegate, e provvede a tutte le regolazioni necessarie a garantire la qualità del segnale e l'uniformità delle riprese, permettendo al singolo cameraman di concentrarsi sulla realizzazione delle inquadrature e della messa a fuoco.

## Struttura
A seconda del costruttore e del tipo di telecamera, la CCU può presentare direttamente tutte o gran parte delle regolazioni disponibili, oppure contenere solo la parte elettronica ed essere poi collegata a uno o più pannelli di controllo remoto. Le CCU moderne sono integrabili in sistemi di controllo ampiamente configurabili, che possono comprendere alcuni o tutti dei seguenti elementi:
- Pannello di controllo (Operation Control Panel o OCP), che permette di effettuare gran parte delle regolazioni. Di solito ne è presente uno per telecamera.
- Pannello master (Master control Panel o MCP), che permette di controllare tutte le regolazioni di ogni telecamera collegata al sistema.
- Un software di controllo su un PC, che può svolgere le stesse funzioni del pannello master.
- Pannelli di controllo remoti, a cui sono demandate poche regolazioni essenziali (tipicamente bilanciamento del bianco, livello del nero e diaframma).

A seconda del tipo d'uso, può essere più pratica una configurazione con soli OCP, una con un MCP e pannelli remoti, oppure una più complessa.

## Interfacce
La CCU è l'apparecchiatura a cui fanno capo tutti i segnali da e verso la telecamera. Il collegamento fra la telecamera e la CCU avviene con un cavo triassiale oppure, su alcune camere professionali e nei modelli meno recenti, con un cavo multipolare od ancora su cavo ibrido con connettori in fibra ottica. Questo cavo trasporta l'alimentazione per la telecamera, il segnale video e i dati di controllo.
I segnali video sono presenti in diversi formati. Una CCU moderna presenta di solito una serie di connettori BNC con un discreto numero di uscite SDI, una component e alcune composite. Sono presenti anche un canale di ritorno che il cameraman e uno per alimentare un eventuale teleprompter.
Inoltre sono presenti i connettori XLR di uscita di uno o due microfoni collegati alla telecamera o le interfacce per l'intercom e tally, le luci rosse che indicano che la telecamera è in onda sul mixer video.

## Regolazioni
Che sia direttamente o tramite i pannelli OCP o MCP, la CCU permette di regolare tutte le impostazioni di ogni singola telecamera. Le regolazioni principali sono quelle relative al bilanciamento del bianco e al diaframma, per fare in modo che la commutazione da una telecamera all'altra non presenti differenze rilevanti di colore o di esposizione. Altre regolazioni comuni sono relative al livello del nero e alla selezione dei filtri montati sulla telecamera stessa.
Sul pannello OCP sono presenti dei potenziometri per regolare i canali RGB del segnale video, altre regolazioni avvengono tramite tasti o voci di menu. Per il diaframma e il nero si usano controlli rotativi oppure, più spesso, un caratteristico joystick che permette di controllare il diaframma con il movimento verticale e il livello del nero con la rotazione dell'impugnatura. Premendolo, si attiva un contatto che si può usare per selezionare la telecamera controllata da quel pannello sull'uscita di una matrice video dedicata al controllo.